# Guiamets
Guiamets (en catalán: Els Guiamets) es un municipio y localidad española de la provincia de Tarragona, en la comunidad autónoma de Cataluña. El término municipal, ubicado en la comarca de El Priorato, tiene una población de 258 habitantes (INE 2024)

## Geografía
Integrado en la comarca de Priorato, se sitúa a 50 km de Tarragona. El término municipal está atravesado por la carretera nacional N-420 y por una carretera local que conecta con Tivisa. El relieve del municipio es bastante abrupto, por lo que son numerosos los barrancos existentes, los cuales nutren el pantano dels Guiamets. La altitud oscila entre los 304 m al noreste (La Tosseta) y los 80 m a orillas del canal que sirve de desagüe del pantano. El pueblo se alza a 220 m sobre el nivel del mar.
| Noroeste: Masroig | Norte: Masroig | Noreste: Marsá  |
| Oeste: García     |                | Este: Capsanes  |
| Suroeste: Tivisa  | Sur: Tivisa    | Sureste: Tivisa |

## Historia
Aparece citado por primera vez en el siglo XIII formando parte del término de Tivisa y, por tanto, del condado de Prades. Se cree que a finales del siglo XVIII se convirtió en municipio independiente aunque se desconoce la fecha exacta de la segregación.
Hacia mediados del siglo XIX, el lugar tenía contabilizadas 66 casas. La localidad aparece descrita en el noveno volumen del Diccionario geográfico-estadístico-histórico de España y sus posesiones de Ultramar de Pascual Madoz de la siguiente manera:

GUIAMETS: l. en la prov. de Tarragona, part. jud. de Falset, aud. terr., c. g. de Barcelona, dióc. de Tortosa, ayunt. de Tinisa. sit. en una elevacion; le combaten con frecuencia los vientos del E. y O. su clima es templado y saludable; las enfermedades comunes, son otfalmías. Tiene 66 casas la consistorial, una escuela de instruccion primaria dotada con 1,440 rs. vn. y concurrida por 32 alumnos y una igl. parr. (S. Luis obispo) servida por 1 cura párroco. El térm. confina N. Capsanes; E. Darmos; S. Serra, y O. Mairoig; en él se comprenden los caserios de Bruguera, y molino de la Bleda. El terreno en general, es de buena calidad y de secano; le cruza el camino que conduce á la cab. del part. y se halla en buen estado. Las prod. principales son vino, aceite y almendras; cria ganado lanar, y caza de conejos, liebres y perdices. Comercio: importacion de granos y esportacion de aguardiente y otros frutos. Pobl. riqueza y contr. (V. Tivisa.)
(Madoz, 1847, p. 77)

El archivo municipal desapareció por completo en 1903 cuando fue destruido por un incendio.

## Demografía
Cuenta con una población de 258 habitantes (INE 2024).
| Gráfica de evolución demográfica de Els Guiamets entre 1857 y 2021 |
| |
| Población de derecho según los censos de población del INE Población de hecho según los censos de población del INEEn estos censos se denominaba Guiamets: 1860, 1877, 1887, 1897, 1900, 1910, 1920, 1930, 1940, 1950, 1960, 1970 y 1981 Entre el censo de 1857 y el anterior, aparece este municipio porque se segrega del municipio 43150 (Tivisa) |

## Economía
La principal actividad económica es la agricultura, destacando los cultivos de viña y olivos. Cuenta con una cooperativa agrícola desde 1917.

## Símbolos
El escudo de Guiamets se define con el siguiente blasón:

Escudo losanjado: de oro, un olivo arrancado de sinople frutado de sable; el jefe de sable. Por timbre una corona mural de pueblo.

Fue aprobado el 21 de abril de 1983.

## Cultura
Se han encontrado restos arqueológicos del periodo del paleolítico superior en la zona conocida como Tosseta dels Guiamets. En el hallazgo, ocurrido en 1952, se encontraron diversos objetos funerarios entre los que cabe destacar unos brazaletes de metal.

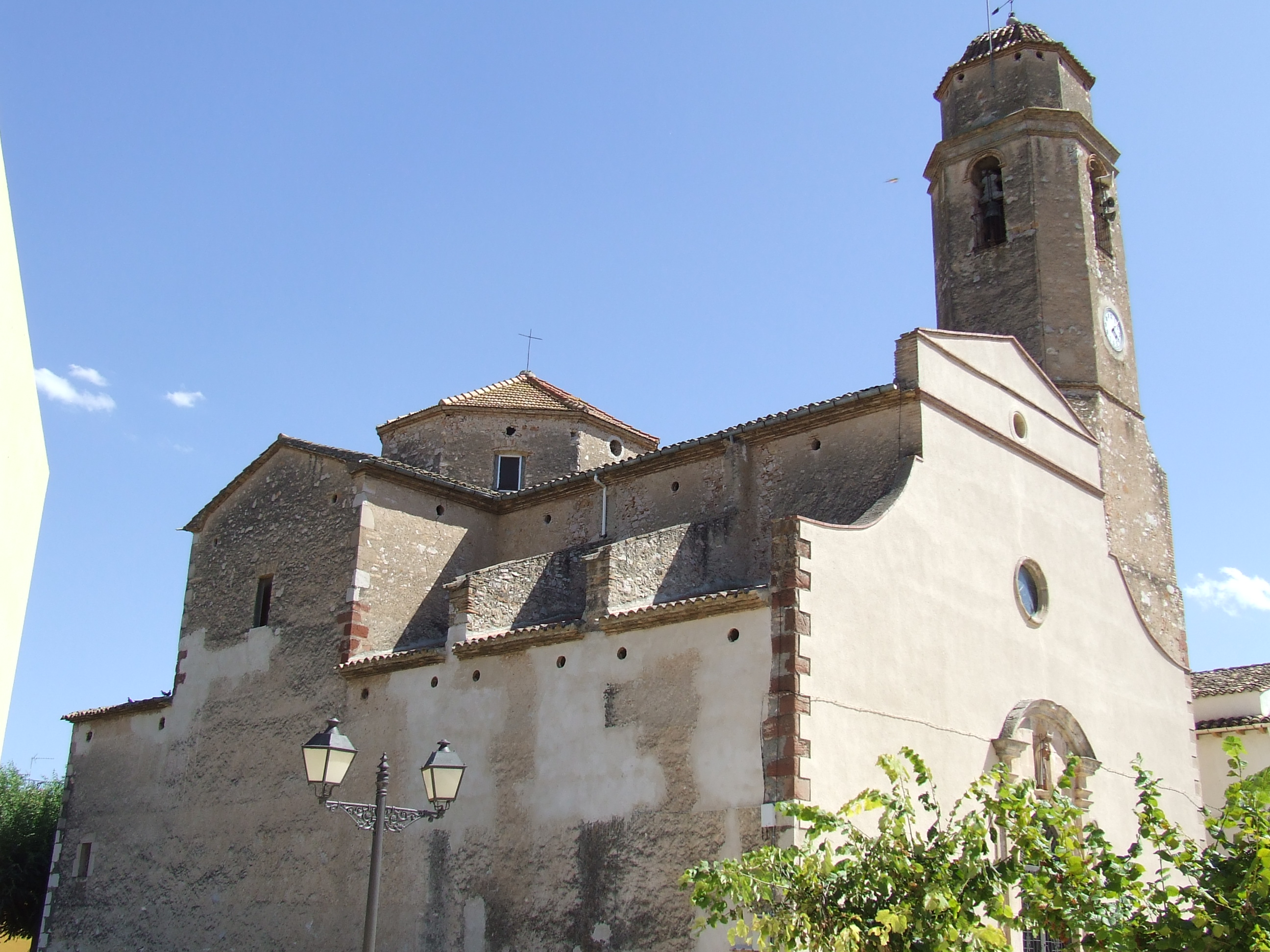
Iglesia parroquial de San Luis de Guiamets

La iglesia parroquial está dedicada a San Luis Obispo. Fue construida en 1791 sobre los restos del templo original. Es un edificio de tres naves y cúpula, completado con un campanario. De estilo renacentista, la iglesia cuenta con ocho altares dedicados a distintos santos.
Guiamets celebra su fiesta mayor en el mes de agosto, coincidiendo con la festividad de san Luis.

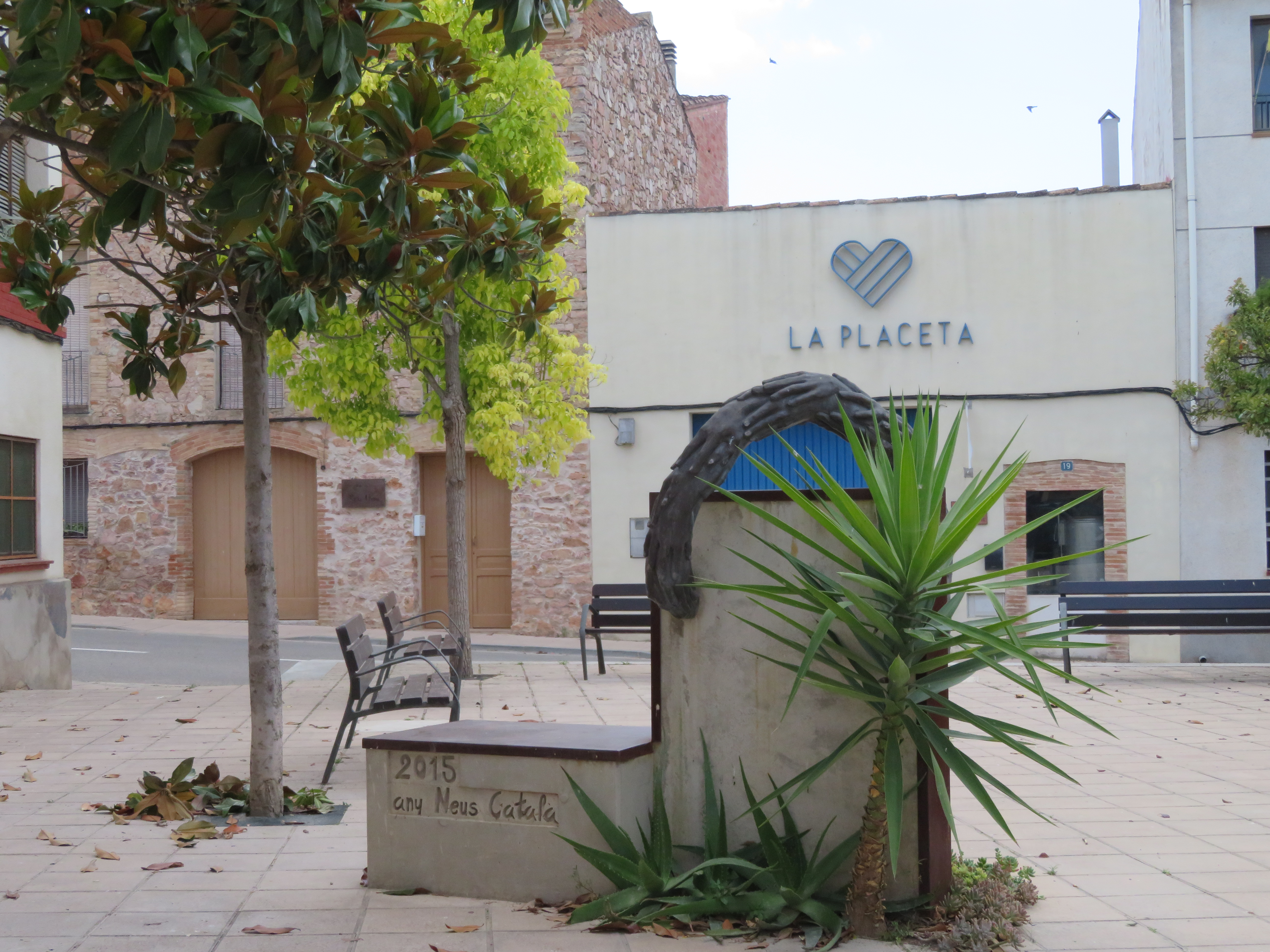
Memorial a Neus Català Pallejà, en Els Guiamets (Tarragona).

Es el lugar de nacimiento de Neus Catalá, superviviente del campo de concentración nazi de Ravensbrück y todo un símbolo para la memoria del Holocausto.